# Festival van San Remo 1963
Het Festival van San Remo 1963 was de dertiende editie van de liedjeswedstrijd. Emilio Pericoli werd verkozen om naar het Eurovisiesongfestival 1963 te gaan, waar hij de derde plaats in de wacht sleepte.

## Finale
1. Uno per tutte (Mogol, Alberto Testa & Tony Renis) Tony Renis – Emilio Pericoli
2. Amor mon amour my love (Walter Malgoni, Pinchi & Bruno Pallesi) Claudio Villa – Eugenia Foligatti
3. Giovane giovane (Pino Donaggio & Alberto Testa) Pino Donaggio – Cocky Mazzetti
4. Non costa niente (Sciorilli-Calcagno) Wilma De Angelis – Johnny Dorelli
5. Ricorda (Donida-Mogol) Milva – Luciano Tajoli
6. Perdonarsi in due (D'Anzi-Pinchi) Tonina Torrielli – Eugenia Foligatti
7. Occhi neri e cielo blu (Panzeri-Pace) Aurelio Fierro – Claudio Villa
8. Sull'acqua (Pagano-Maresca) Emilio Pericoli – Sergio Bruni
9. Tu venisti dal mare (Rendine-Pugliese) Aura D'Angelo – Arturo Testa
10. Non sapevo (Calvi-Pallesi) Milva – Gianni Lacommare

## Halvefinalisten
- Com'è piccolo il cielo (Signori-Garavaglia) Gianni Lacommare – Tonina Torrielli
- Fermate il mondo (Canfora-Verde) Joe Sentieri - Johnny Dorelli
- La ballata del pedone (Pierantoni) Ennio Sangiusto – Quartetto Radar
- Le voci (Fallabrino-Medici) Ennio Sangiusto – Luciano Tajoli
- Oggi non ho tempo (Lojacono-Nisa) Mario Abbate – Quartetto Radar
- Perché perché (Gigi Cichellero) Tony Renis – Cocky Mazzetti
- Quando ci si vuol bene (come noi) (Isola-Zambrini-Calabrese) Arturo Testa – Joe Sentieri
- Se passerai di qui (Camis-Testoni) Wilma De Angelis – Flo Sandon's
- Un cappotto rivoltato (Leuzzi-Specchia) Aurelio Fierro – Sergio Bruni
- Vorrei fermare il tempo (Redi-Franchini) Arturo Testa – Flo Sandon's

1951 · 1952 · 1953 · 1954 · 1955 · 1956 · 1957 · 1958 · 1959 · 1960 · 1961 · 1962 · 1963 · 1964 · 1965 · 1966 · 1967 · 1968 · 1969 · 1970 · 1971 · 1972 · 1973 · 1974 · 1975 · 1976 · 1977 · 1978 · 1979 · 1980 · 1981 · 1982 · 1983 · 1984 · 1985 · 1986 · 1987 · 1988 · 1989 · 1990 · 1991 · 1992 · 1993 · 1994 · 1995 · 1996 · 1997 · 1998 · 1999 · 2000 · 2001 · 2002 · 2003 · 2004 · 2005 · 2006 · 2007 · 2008 · 2009 · 2010 · 2011 · 2012 · 2013 · 2014 · 2015 · 2016 · 2017 · 2018 · 2019 · 2020 · 2021 · 2022 · 2023 · 2024 · 2025